# El Aguacate, Izúcar de Matamoros
El Aguacate är en ort i Mexiko.   Den ligger i kommunen Izúcar de Matamoros och delstaten Puebla, i den sydöstra delen av landet, 130 km sydost om huvudstaden Mexico City. El Aguacate ligger 1 269 meter över havet och antalet invånare är 121.
Terrängen runt El Aguacate är lite kuperad, och sluttar söderut. Runt El Aguacate är det ganska glesbefolkat, med 28 invånare per kvadratkilometer. Närmaste större samhälle är Izúcar de Matamoros, 15,1 km norr om El Aguacate. I omgivningarna runt El Aguacate växer huvudsakligen savannskog.